# Iglesia de San Francisco Javier (Liverpool)
La iglesia de San Francisco Javier (conocida también como SFX, del inglés St. Francis Xavier) es una iglesia católica situada en Everton (Liverpool), Inglaterra. Figura en la lista del patrimonio nacional inglés con un grado II* en la clasificación de los monumentos. Es una iglesia parroquial vigente de la Arquidiócesis de Liverpool, en el área pastoral del norte de Liverpool. Está administrada por la Compañía de Jesús. Llegó a ser la parroquia católica inglesa con mayor número de feligreses, unos 13.000.

## Historia

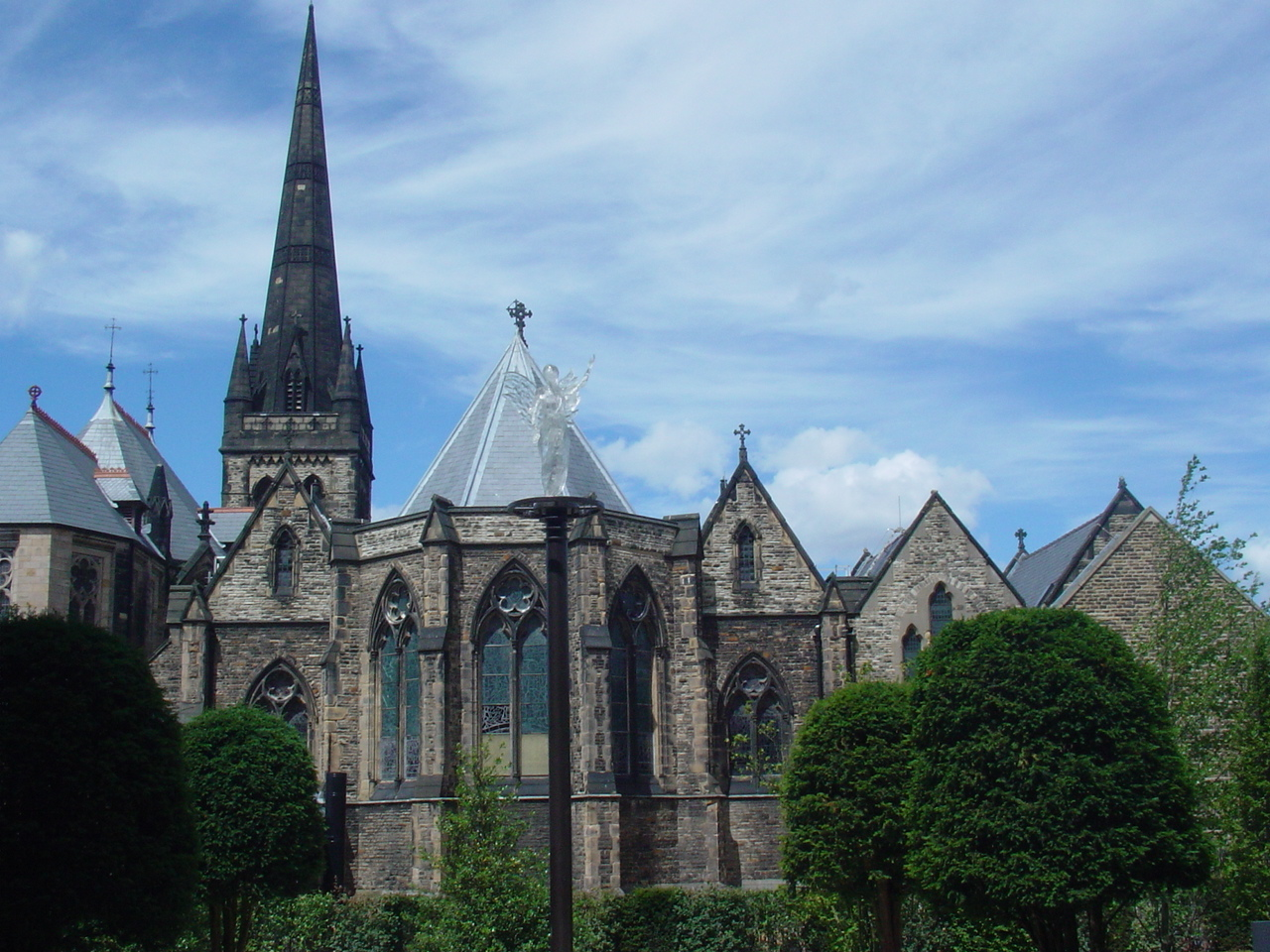
Lado del sur de la iglesia

Los jesuitas (miembros de la Compañía de Jesús), que administran la iglesia de San Francisco Javier, ha tenido una presencia en Liverpool desde finales del siglo XVI.
En 1840 el hombre de leyes que creó la Sociedad de San Francisco Javier decidió en una reunión en un pub de Cheapside, que, dado que el número de católicos en Liverpool crecía rápidamente, era necesaria una nueva iglesia. La primera piedra fue puesta en 1842 y Joseph John Scoles fue nombrado su arquitecto. Scoles había diseñado la iglesia de la Inmaculada Concepción en Londres, la de San Ignacio en Preston, y era el padre de Ignatius Scoles, SJ, diseñador de la iglesia de San Wilfredo también en Preston. La iglesia abrió el 4 de diciembre de 1848. El chapitel se añadió en 1883. La iglesia fue diseñada para acoger a 1.000 personas pero se probó insuficiente ante una creciente congregación por lo que en 1888,una capilla adicional, Sodalidad, diseñada por Edmund Kirby, fue abierta. En 1898 la pared que divide esta capilla del principal de la iglesia se derriba.
La iglesia contiene ejemplos excepcionales de escultura victoriana y muchas mejoras, incluyendo el trabajo de Conrad Dressler. Tiene una colección de vestuario de época victoriana e inicios del siglo XX, complementado por la adición de palios y vestuario moderno diseñado por Sr Anthony, SND, y hecho por David Pegler de la Catedral Metropolitana´s estudios de bordado. En 2007 un santuario a Santa María del Quay – nombrado después del primero (1207) capilla en Liverpool – estuvo descubierto en el trasero de la Capilla de Señora para conmemorar el 750º aniversario de la concesión de Liverpool´s carta por King John.
Durante la Segunda Guerra Mundial, fue la parroquia católica más grande de Inglaterra, sobrepasando los 13.000 fieles. Durante la guerra la iglesia sufrió daños, particularmente el techo, y la mayoría de las ventanas fueron destrozadas. Desde los 60 la iglesia menguó debido, principalmente, al derribo del vecindario y la reubicación de la mayoría de parroquianos en otras partes de la ciudad. En esos momentos se levantan numerosos grandes bloques de pisos en el barrio, pero pronto fueron vandalizados y, finalmente, derribados. Desde hace algunos años el área alrededor de la iglesia quedó vacía y desatendida. Lentamente una baja densidad de viviendas se construyeron en Everton, principalmente ocupadas por no-creyentes.
En 1981 se pusieron en marcha planes para demoler la nave, sin embargo, se salvó después de una popular campaña nacional. La archidiócesis acordó apoyar sólo el mantenimiento de la capilla de la Sodalidad, y la parroquia cuidaría la nave. Posteriormente, la archidiócesis erigió una pantalla de vidrio entre la Capilla de la Sodalidad y la nave, renovando la capilla, aunque sin hacer nada a la nave, que se deterioró lentamente. Con un cambio de personal jesuita, una nueva energía entre los feligreses restantes y anteriores aseguró que en 1997 se celebraría el 150 aniversario de la apertura de la iglesia. Un festival de flores, una cena de celebración para 600 personas en St George's Hall y una misa de aniversario, con la iglesia llena hasta los topes, ayudaron a superar el período de declive. En 2001, la parroquia se combinó con las parroquias de San José y Santa María de los Ángeles y la Capilla de la Sodalidad pasó a llamarse La Capilla de Santa María de los Ángeles y San José
Las antigua escuelas (infantiles, juveniles, mayores, y universitaria jesuitas) que había quedado relegadas a principios  de los 1980 fueron asumidas por la Hope University a finales de los 1990. Ahora forman su Everton Campus, adecuando sus departamentos de artes y drama.
Alumnos de las escuelas SFX fueron: John Gregson, Charlie Chaplin, los obispos Vincent Malone y Paul Gallagher, y el guionista Jimmy McGovern. El arzobispo Thomas Roberts SJ, nacido allí, fue consagrado arzobispo de Bombay en SFX. El poeta jesuita Gerard Manley Hopkins, ofició en la parroquia durante dos años y se le recuerda con una placa.

## Arquitectura

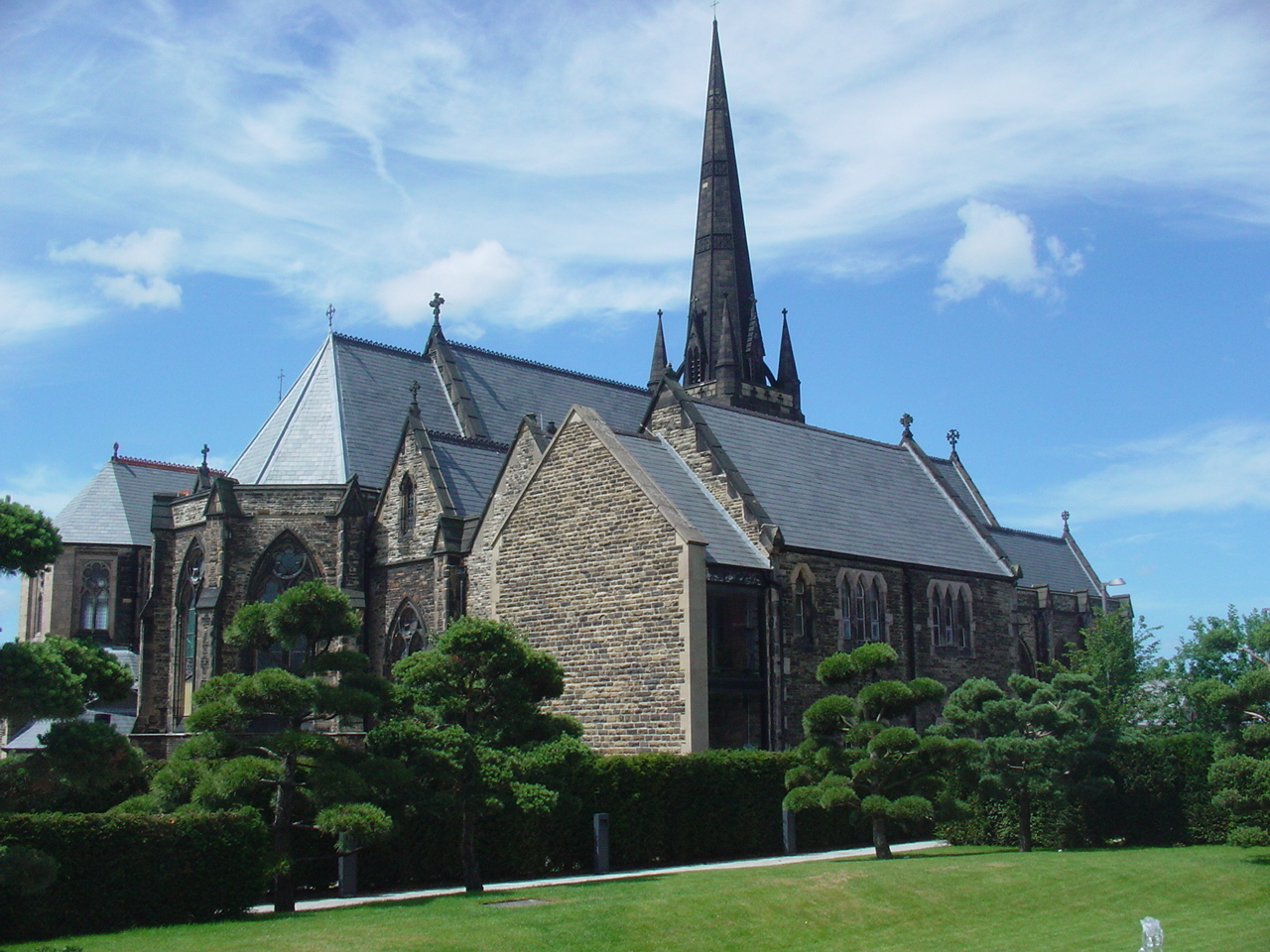
Vista exterior

### Exterior
La iglesia está construida en piedra con techos de pizarra galeses. Su planta consiste en una nave de ocho vanos con pasillos norte y sur bajo techos a dos aguas separados, y un pequeño presbiterio de un vano con capillas al norte y al sur. Al suroeste hay una torre con una aguja y al sureste está la Capilla de la Sodalidad. Esta capilla es de planta poligonal con ábside en el oeste y una girola en el extremo este.
En 2000, se reemplazó el techo y, desde entonces, se volvió a cablear el edificio y se instaló un nuevo sistema de calefacción. Las subvenciones de la Lotería del Patrimonio pagaron la renovación de la cantería exterior y la asociación 'The Friends of SFX' pagó varias mejoras a pequeña escala, incluida la renovación de una vidriera de San Ignacio que se voló durante el bombardeo y se descubrió en una caja en El ático de la iglesia.

### Interior
El altar mayor y los retablos son de piedra caliza blanca de Caen e incluyen arcadas y pináculos; fueron diseñados por S. J. Nicholl. En las capillas laterales, dedicadas al Sagrado Corazón y a Nuestra Señora del Rosario, hay altares y retablos similares. La pared lateral de la capilla del Sagrado Corazón también contiene una talla fina y de tamaño natural de Christus Consolator, una copia de la famosa pintura de Ari Schaffer. El púlpito está hecho de piedra de Caen y una elaborada fuente se sitúa en el extremo oeste de la nave debajo del desván del órgano. Las vidrieras de la iglesia son de Hardman y Powell; las que estaban tras el altar mayor y en los altares de ambos lados fueron destruidos por la explosión de una cercana bomba incendiaria durante la Segunda Guerra Mundial y reemplazados en 1945. La ventana en el desván del órgano data de 1935 y las ventanas sobre la estatua de la Piedad (en la ventana de los Santos Ocultos), y debajo del desván del órgano, son de Linda Walton, con fecha de 1997 y 2000, respectivamente. También hay dos ventanas de los estudios Hardma, de los años 50, de San Nicolás y San Jorge cerca de la entrada de la calle Langsdale. Las vidrieras de la Capilla de la Sodalidad fueron diseñadas por Edmund Kirby y fabricadas por Burlison y Grylls. Hay un anillo de ocho campanas emitidas en 1920 por John Taylor & Co. que se volvieron a colgar en 2002-03. El órgano de cuatro-manos fue construido en 1849 por Gray & Davison y reconstruido y ampliado en 1907 por William Hill & Son.

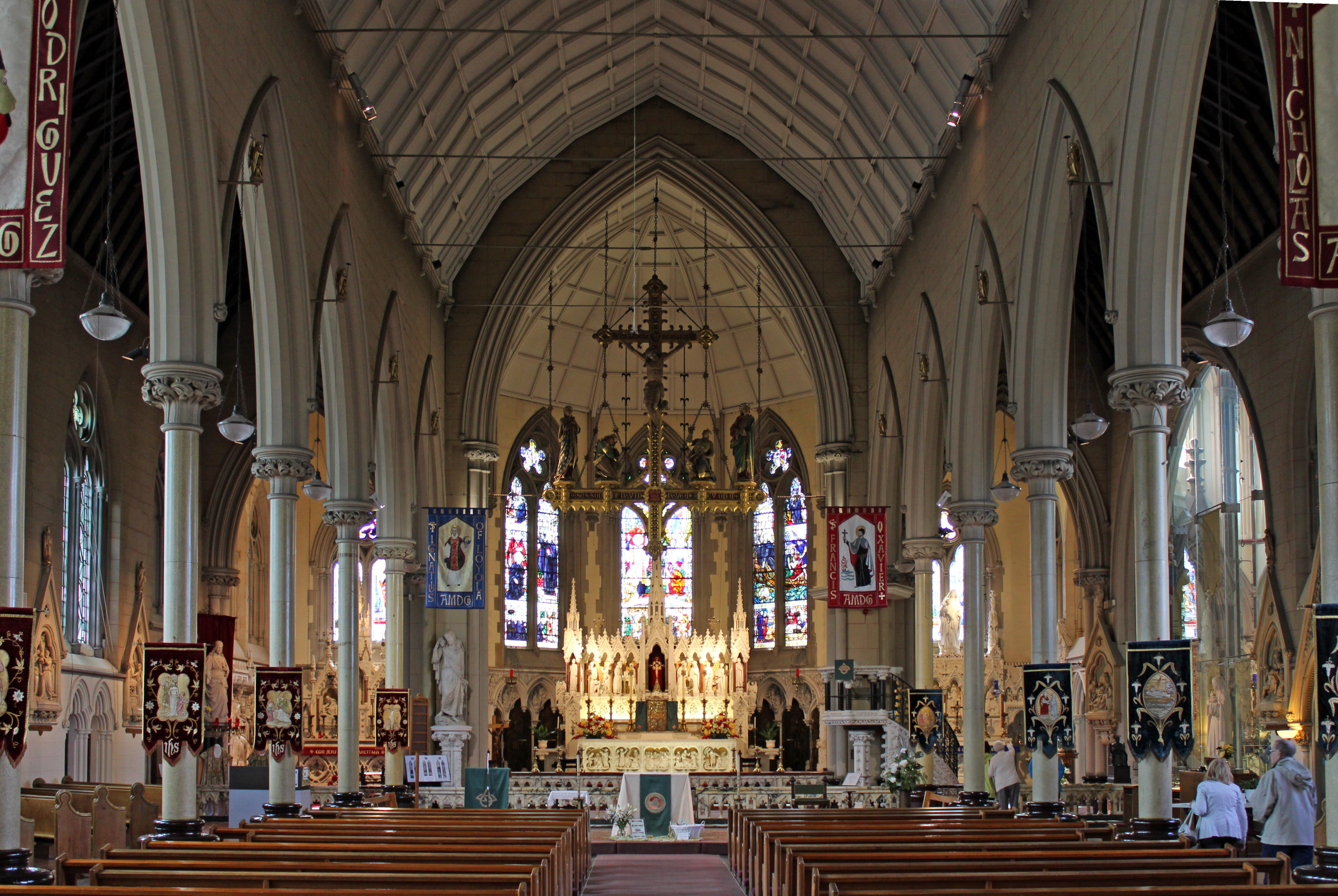
Nave
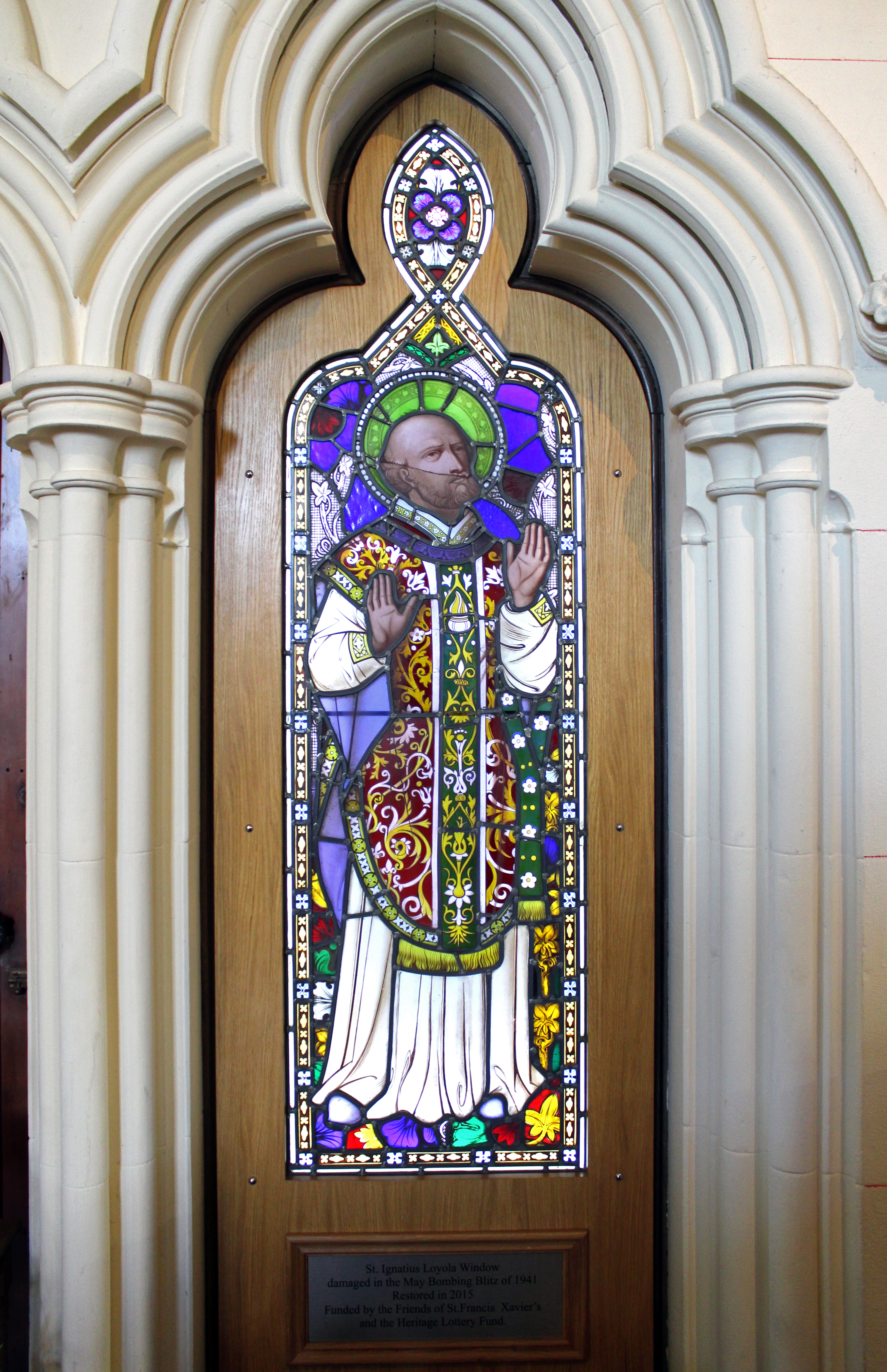
Vidriera de San Ignacio, 1850, reconstruid in 2015 de un fragmento localizado
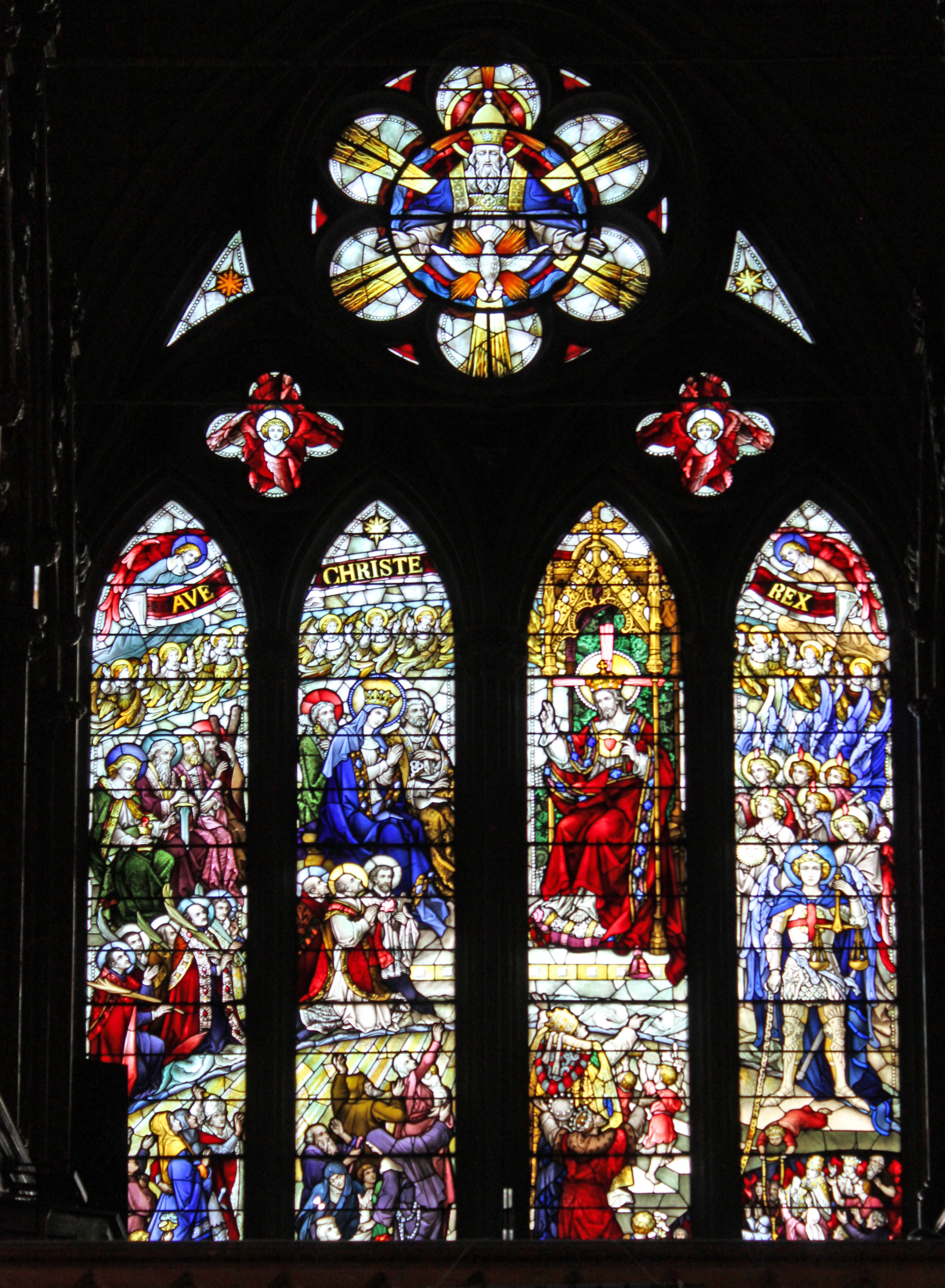
Vidriera de Cristo Rey de Hardman & Co. sobre el desván del órgano
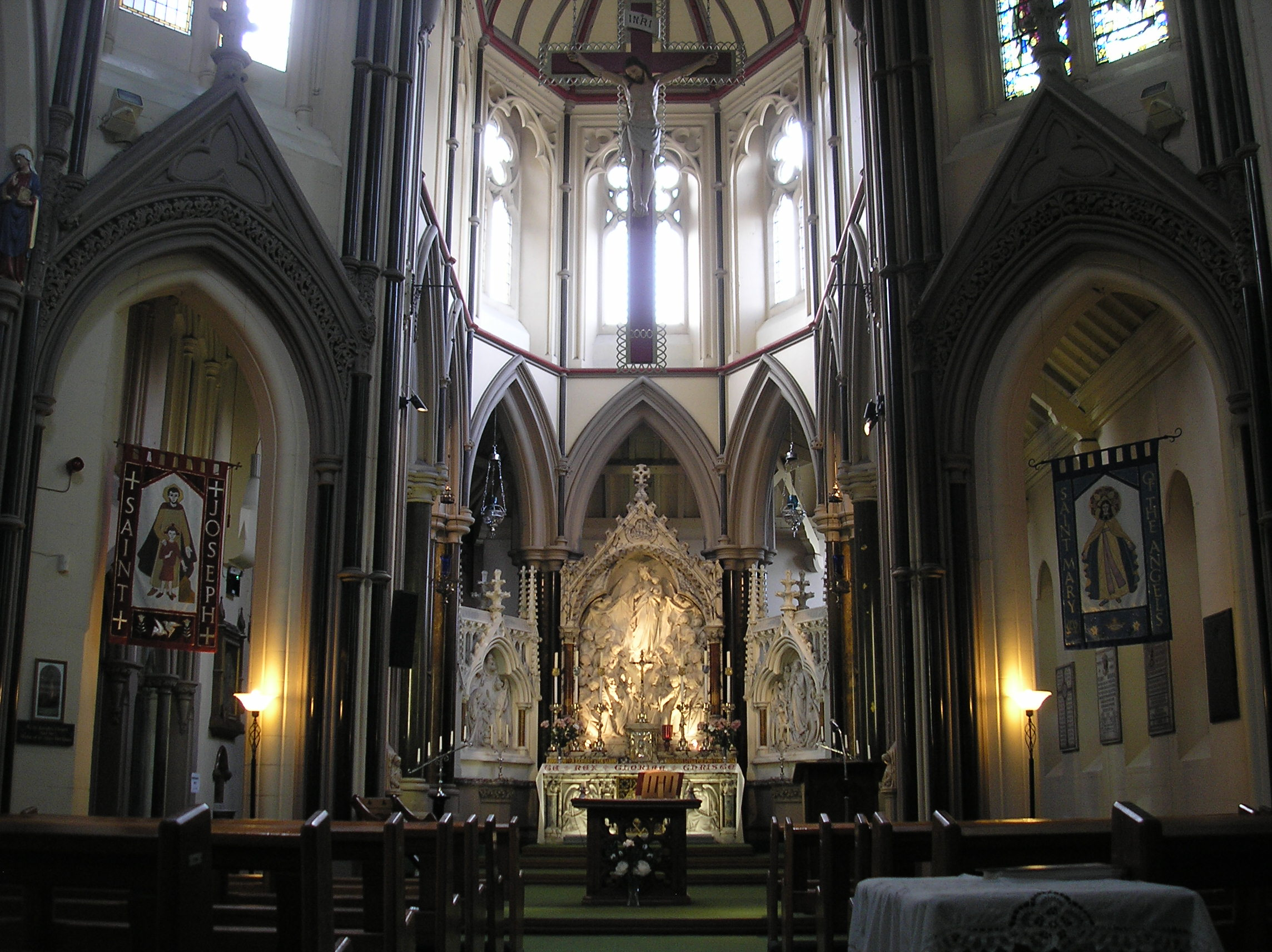
Capilla lateral de St Mary of the Angels and St Joseph

## Actualmente
La iglesia está abierta casi todas las mañanas (salvo los miércoles). Los servicios son a las 10:15 los domingos y a mediodía en fines de semana. Las campanas son cuidadas y tañidas regularmente por la Liverpool Universities Society of Change Ringers.
Para celebrar la elección de Liverpool como Capital europea de Cultura durante 2008, se mantuvo una exposición en la iglesia donde se expusieron de artefactos del Stonyhurst College, bordados y patenas de la propia de la iglesia, así vestiduras de la capilla en la Embajada portuguesa en Londres. Entre los elementos mostrados se incluía un libro de homilías del papa Gregorio, de 1170, un sombrero de Tomás Moro, una casulla de Catalina de Aragón, y el Libro de Horas del Cardinal Wolsey.
En 2010 la antigua capilla comunitaria sobre las sacristías fue renovada para proporcionar un presbiterio para los jesuitas que sirven en la parroquia.